# Raiz Coral
Raiz Coral foi um grupo vocal de música cristã contemporânea brasileira, focado em gêneros como a black music e R&B. O grupo foi fundado em março de 2000 por Sergio Saas e Scooby e passou por várias formações e parcerias com outros artistas e bandas. O primeiro disco, Pra Louvar, foi lançado em 2004 e recebeu destaque imediato entre o público evangélico. Com o passar dos anos, o grupo sofreu várias mudanças internas e teve sua estabilidade prejudicada.
Durante a carreira, o Raiz Coral gravou vocais para vários outros artistas e bandas do cenário evangélico. Participaram dos discos D'Alma (2005), do Apocalipse 16, de vários discos do Toque no Altar, como Toque no Altar e Restituição (2006), Olha pra Mim (2006) e Deus de Promessas Ao Vivo (2007) e do álbum Filho de Leão (2007), do Voz da Verdade.
O primeiro disco ao vivo do grupo, Vencedor, foi o último título gravado pelo conjunto. Após ele, Sergio Saas seguiu carreira solo e Scooby conduziu projetos com outros músicos do cenário evangélico, especialmente Davi Sacer. Em 2015 a Mess Entretenimento lançou a coletânea As Melhores Canções do Raiz Coral, encerrando a discografia da banda.

## História
Em março de 2000, Sergio Saas e Daniel Carvalho (Scooby), amigos de infância se juntaram para formar um coral afro-brasileiro que constituiria numa banda. Duas semanas depois, 40 pessoas divididas em três naipes - contraltos, tenores e sopranos; estavam frequentando os ensaios do coral que mais tarde passou a denominar-se de "Raiz Coral".
O Raiz Coral, da região do Capão Redondo, zona sul de São Paulo, foi formado por jovens e adolescentes. Em 2004, o grupo lançou o primeiro disco, Pra Louvar. A música "Jesus Meu Guia É", com participação de Leonardo Gonçalves, se tornou um dos principais sucessos da banda. Tornou-se o mais vendido álbum de black gospel do Brasil. Com este álbum, o conjunto conheceu Kirk Franklin e acompanharam o músico em um show no Credicard Hall. 
Nesta época, a banda gravou várias vezes com a banda Toque no Altar. Em 2005, gravaram o DVD Toque no Altar e Restituição e em 2006, a parceria foi repetida no álbum Olha pra Mim (2006). Neste mesmo ano foi lançado o projeto Ministério de Louvor Raiz Coral.
Com o passar dos anos, a banda sofreu algumas mudanças. Sergio Saas sai do grupo e depois retorna e, mais tarde, Scooby deixaria a banda e se tornaria vocalista do Toque no Altar no álbum É Impossível, mas Deus Pode (2007).
Em 2010, o grupo gravou o último disco inédito, chamado Vencedor. A gravação de sua versão ao vivo, o CD/DVD Vencedor, aconteceu no dia 27 de agosto de 2011, ao vivo na igreja Bola de Neve.
Após o fim do grupo, a gravadora Mess Entretenimento lançou a coletânea As Melhores Canções do Raiz Coral em 2015.

## Discografia
- 2004: Pra Louvar
- 2006: Ministério de Louvor Raiz Coral
- 2010: Vencedor
- 2014: Vencedor ao Vivo - Volume 1
- 2014: Vencedor ao Vivo - Volume 2
- 2015: As Melhores Canções do Raiz Coral

DVDs
- 2012: Vencedor